# Gouvernement Blair II
Royaume-Uni
Blair I Blair III
Le gouvernement Blair (2) (en anglais : Second Blair ministry) est le quatre-vingt onzième gouvernement du Royaume-Uni, entre le 8 juin 2001 et le 6 mai 2005, durant la cinquante-troisième législature de la Chambre des communes.

## Coalition et historique
Dirigé par le Premier ministre travailliste sortant Tony Blair, ce gouvernement est constitué et soutenu uniquement par le Parti travailliste (Lab). Seul, il dispose de 413 députés sur 659, soit 62,7 % des sièges de la Chambre des communes.
Il est formé à la suite des élections législatives anticipées du 7 juin 2001.
Il succède donc au gouvernement Blair I, constitué et soutenu par le seul Parti travailliste.
Au cours du scrutin, le Labour ne recule que de six sièges et confirme sa confortable majorité absolue. En conséquence, la reine demande à Blair de former un nouvel exécutif. À cette occasion, il crée le nouveau département de l'Environnement, de l'Alimentation et des Affaires rurales (DEFRA) et transfère les compétences en matière d'emploi au département de la Sécurité sociale, qui devient le département du Travail et des Retraites.
Cette équipe est marquée par plusieurs ajustements mais aucun remaniement d'ampleur. Le 13 juin 2003, Tony Blair nomme Lord Charlie Falconer secrétaire d'État aux Affaires constitutionnelles, préfigurant la création d'un ministère de la Justice jusqu'à présent inexistant au Royaume-Uni.
Au cours des élections législatives anticipées du 5 mai 2005, le Parti travailliste perd près de 60 sièges mais parvient à maintenir sa majorité absolue. En conséquence, Tony Blair constitue son troisième gouvernement.

## Composition

### Initiale (8 juin 2001)
- Les nouveaux ministres sont indiqués en gras, ceux ayant changé d'attributions en italique.

| Fonction                                                                           | Titulaire | Titulaire           | Parti        |
| ---------------------------------------------------------------------------------- | --------- | ------------------- | ------------ |
| Premier ministre Premier lord du Trésor Ministre de la Fonction publique           |           | Tony Blair          | Travailliste |
| Vice-Premier ministre Premier secrétaire d'État                                    |           | John Prescott       | Travailliste |
| Chancelier de l'Échiquier                                                          |           | Gordon Brown        | Travailliste |
| Lord chancelier                                                                    |           | Derry Irvine        | Travailliste |
| Lord président du Conseil Leader de la Chambre des communes                        |           | Robin Cook          | Travailliste |
| Lord du sceau privé Leader de la Chambre des lords                                 |           | Gareth Wyn Williams | Travailliste |
| Secrétaire en chef du Trésor                                                       |           | Andrew Smith        | Travailliste |
| Secrétaire d'État aux Affaires étrangères et du Commonwealth                       |           | Jack Straw          | Travailliste |
| Secrétaire d'État à l'Intérieur                                                    |           | David Blunkett      | Travailliste |
| Secrétaire d'État à l'Environnement, à l'Alimentation et aux Affaires rurales      |           | Margaret Beckett    | Travailliste |
| Secrétaire d'État aux Transports, aux Collectivités locales et aux Régions         |           | Stephen Byers       | Travailliste |
| Secrétaire d'État à la Santé                                                       |           | Alan Milburn        | Travailliste |
| Secrétaire d'État à la Défense                                                     |           | Geoff Hoon          | Travailliste |
| Secrétaire d'État au Travail et aux Retraites                                      |           | Alistair Darling    | Travailliste |
| Secrétaire d'État à l'Éducation et aux Compétences                                 |           | Estelle Morris      | Travailliste |
| Secrétaire d'État au Commerce et à l'Industrie Ministre des Femmes et des Égalités |           | Patricia Hewitt     | Travailliste |
| Secrétaire d'État à la Culture, aux Médias et aux Sports                           |           | Tessa Jowell        | Travailliste |
| Secrétaire d'État au Développement international                                   |           | Clare Short         | Travailliste |
| Secrétaire d'État pour l'Irlande du Nord                                           |           | John Reid           | Travailliste |
| Secrétaire d'État pour l'Écosse                                                    |           | Helen Liddell       | Travailliste |
| Secrétaire d'État pour le Pays de Galles                                           |           | Paul Murphy         | Travailliste |
| Ministre sans portefeuille                                                         |           | Charles Clarke      | Travailliste |

### Remaniement du29 mai 2002
- Les nouveaux ministres sont indiqués en gras, ceux ayant changé d'attributions en italique.

| Fonction                                                                           | Titulaire | Titulaire           | Parti        |
| ---------------------------------------------------------------------------------- | --------- | ------------------- | ------------ |
| Premier ministre Premier lord du Trésor Ministre de la Fonction publique           |           | Tony Blair          | Travailliste |
| Vice-Premier ministre Premier secrétaire d'État                                    |           | John Prescott       | Travailliste |
| Chancelier de l'Échiquier                                                          |           | Gordon Brown        | Travailliste |
| Lord chancelier                                                                    |           | Derry Irvine        | Travailliste |
| Lord président du Conseil Leader de la Chambre des communes                        |           | Robin Cook          | Travailliste |
| Lord du sceau privé Leader de la Chambre des lords                                 |           | Gareth Wyn Williams | Travailliste |
| Secrétaire en chef du Trésor                                                       |           | Paul Boateng        | Travailliste |
| Secrétaire d'État aux Affaires étrangères et du Commonwealth                       |           | Jack Straw          | Travailliste |
| Secrétaire d'État à l'Intérieur                                                    |           | David Blunkett      | Travailliste |
| Secrétaire d'État à l'Environnement, à l'Alimentation et aux Affaires rurales      |           | Margaret Beckett    | Travailliste |
| Secrétaire d'État aux Transports                                                   |           | Alistair Darling    | Travailliste |
| Secrétaire d'État à la Santé                                                       |           | Alan Milburn        | Travailliste |
| Secrétaire d'État à la Défense                                                     |           | Geoff Hoon          | Travailliste |
| Secrétaire d'État au Travail et aux Retraites                                      |           | Andrew Smith        | Travailliste |
| Secrétaire d'État à l'Éducation et aux Compétences                                 |           | Estelle Morris      | Travailliste |
| Secrétaire d'État au Commerce et à l'Industrie Ministre des Femmes et des Égalités |           | Patricia Hewitt     | Travailliste |
| Secrétaire d'État à la Culture, aux Médias et aux Sports                           |           | Tessa Jowell        | Travailliste |
| Secrétaire d'État au Développement international                                   |           | Clare Short         | Travailliste |
| Secrétaire d'État pour l'Irlande du Nord                                           |           | John Reid           | Travailliste |
| Secrétaire d'État pour l'Écosse                                                    |           | Helen Liddell       | Travailliste |
| Secrétaire d'État pour le Pays de Galles                                           |           | Paul Murphy         | Travailliste |
| Ministre sans portefeuille                                                         |           | Charles Clarke      | Travailliste |

### Remaniement du24 octobre 2002
- Les nouveaux ministres sont indiqués en gras, ceux ayant changé d'attributions en italique.

| Fonction                                                                           | Titulaire | Titulaire                                      | Parti        |
| ---------------------------------------------------------------------------------- | --------- | ---------------------------------------------- | ------------ |
| Premier ministre Premier lord du Trésor Ministre de la Fonction publique           |           | Tony Blair                                     | Travailliste |
| Vice-Premier ministre Premier secrétaire d'État                                    |           | John Prescott                                  | Travailliste |
| Chancelier de l'Échiquier                                                          |           | Gordon Brown                                   | Travailliste |
| Lord chancelier                                                                    |           | Derry Irvine                                   | Travailliste |
| Lord président du Conseil Leader de la Chambre des communes                        |           | Robin Cook (jusqu'au 17/03/2003) John Reid     | Travailliste |
| Lord du sceau privé Leader de la Chambre des lords                                 |           | Gareth Wyn Williams                            | Travailliste |
| Secrétaire en chef du Trésor                                                       |           | Paul Boateng                                   | Travailliste |
| Secrétaire d'État aux Affaires étrangères et du Commonwealth                       |           | Jack Straw                                     | Travailliste |
| Secrétaire d'État à l'Intérieur                                                    |           | David Blunkett                                 | Travailliste |
| Secrétaire d'État à l'Environnement, à l'Alimentation et aux Affaires rurales      |           | Margaret Beckett                               | Travailliste |
| Secrétaire d'État aux Transports                                                   |           | Alistair Darling                               | Travailliste |
| Secrétaire d'État à la Santé                                                       |           | Alan Milburn                                   | Travailliste |
| Secrétaire d'État à la Défense                                                     |           | Geoff Hoon                                     | Travailliste |
| Secrétaire d'État au Travail et aux Retraites                                      |           | Andrew Smith                                   | Travailliste |
| Secrétaire d'État à l'Éducation et aux Compétences                                 |           | Charles Clarke                                 | Travailliste |
| Secrétaire d'État au Commerce et à l'Industrie Ministre des Femmes et des Égalités |           | Patricia Hewitt                                | Travailliste |
| Secrétaire d'État à la Culture, aux Médias et aux Sports                           |           | Tessa Jowell                                   | Travailliste |
| Secrétaire d'État au Développement international                                   |           | Clare Short (jusqu'au 12/05/2003) Valerie Amos | Travailliste |
| Secrétaire d'État pour l'Irlande du Nord                                           |           | Paul Murphy                                    | Travailliste |
| Secrétaire d'État pour l'Écosse                                                    |           | Helen Liddell                                  | Travailliste |
| Secrétaire d'État pour le Pays de Galles                                           |           | Peter Hain                                     | Travailliste |
| Ministre sans portefeuille                                                         |           | John Reid (jusqu'au 17/03/2003) Ian McCartney  | Travailliste |

### Remaniement du13 juin 2003
- Les nouveaux ministres sont indiqués en gras, ceux ayant changé d'attributions en italique.

| Fonction                                                                                             | Titulaire | Titulaire                                              | Parti        |
| --- | --------- | ------------------------------------------------------ | ------------ |
| Premier ministre Premier lord du Trésor Ministre de la Fonction publique                             |           | Tony Blair                                             | Travailliste |
| Vice-Premier ministre Premier secrétaire d'État                                                      |           | John Prescott                                          | Travailliste |
| Chancelier de l'Échiquier                                                                            |           | Gordon Brown                                           | Travailliste |
| Lord chancelier Secrétaire d'État aux Affaires constitutionnelles                                    |           | Charles Falconer                                       | Travailliste |
| Lord président du Conseil Leader de la Chambre des communes Secrétaire d'État pour le Pays de Galles |           | Peter Hain                                             | Travailliste |
| Lord du sceau privé Leader de la Chambre des lords                                                   |           | Gareth Wyn Williams (jusqu'au 06/10/2003) Valerie Amos | Travailliste |
| Secrétaire en chef du Trésor                                                                         |           | Paul Boateng                                           | Travailliste |
| Secrétaire d'État aux Affaires étrangères et du Commonwealth                                         |           | Jack Straw                                             | Travailliste |
| Secrétaire d'État à l'Intérieur                                                                      |           | David Blunkett                                         | Travailliste |
| Secrétaire d'État à l'Environnement, à l'Alimentation et aux Affaires rurales                        |           | Margaret Beckett                                       | Travailliste |
| Secrétaire d'État aux Transports Secrétaire d'État pour l'Écosse                                     |           | Alistair Darling                                       | Travailliste |
| Secrétaire d'État à la Santé                                                                         |           | John Reid                                              | Travailliste |
| Secrétaire d'État à la Défense                                                                       |           | Geoff Hoon                                             | Travailliste |
| Secrétaire d'État au Travail et aux Retraites                                                        |           | Andrew Smith                                           | Travailliste |
| Secrétaire d'État à l'Éducation et aux Compétences                                                   |           | Charles Clarke                                         | Travailliste |
| Secrétaire d'État au Commerce et à l'Industrie Ministre des Femmes et des Égalités                   |           | Patricia Hewitt                                        | Travailliste |
| Secrétaire d'État à la Culture, aux Médias et aux Sports                                             |           | Tessa Jowell                                           | Travailliste |
| Secrétaire d'État au Développement international                                                     |           | Valerie Amos (jusqu'au 06/10/2003) Hilary Benn         | Travailliste |
| Secrétaire d'État pour l'Irlande du Nord                                                             |           | Paul Murphy                                            | Travailliste |
| Ministre sans portefeuille                                                                           |           | Ian McCartney                                          | Travailliste |

### Remaniement du8 septembre 2004
- Les nouveaux ministres sont indiqués en gras, ceux ayant changé d'attributions en italique.

| Fonction                                                                                             | Titulaire | Titulaire                                           | Parti        |
| --- | --------- | --------------------------------------------------- | ------------ |
| Premier ministre Premier lord du Trésor Ministre de la Fonction publique                             |           | Tony Blair                                          | Travailliste |
| Vice-Premier ministre Premier secrétaire d'État                                                      |           | John Prescott                                       | Travailliste |
| Chancelier de l'Échiquier                                                                            |           | Gordon Brown                                        | Travailliste |
| Lord chancelier Secrétaire d'État aux Affaires constitutionnelles                                    |           | Charles Falconer                                    | Travailliste |
| Lord président du Conseil Leader de la Chambre des communes Secrétaire d'État pour le Pays de Galles |           | Peter Hain                                          | Travailliste |
| Lord du sceau privé Leader de la Chambre des lords                                                   |           | Valerie Amos                                        | Travailliste |
| Secrétaire en chef du Trésor                                                                         |           | Paul Boateng                                        | Travailliste |
| Chancelier du duché de Lancastre                                                                     |           | Alan Milburn                                        | Travailliste |
| Secrétaire d'État aux Affaires étrangères et du Commonwealth                                         |           | Jack Straw                                          | Travailliste |
| Secrétaire d'État à l'Intérieur                                                                      |           | David Blunkett (jusqu'au 15/12/2004) Charles Clarke | Travailliste |
| Secrétaire d'État à l'Environnement, à l'Alimentation et aux Affaires rurales                        |           | Margaret Beckett                                    | Travailliste |
| Secrétaire d'État aux Transports Secrétaire d'État pour l'Écosse                                     |           | Alistair Darling                                    | Travailliste |
| Secrétaire d'État à la Santé                                                                         |           | John Reid                                           | Travailliste |
| Secrétaire d'État à la Défense                                                                       |           | Geoff Hoon                                          | Travailliste |
| Secrétaire d'État au Travail et aux Retraites                                                        |           | Alan Johnson                                        | Travailliste |
| Secrétaire d'État à l'Éducation et aux Compétences                                                   |           | Charles Clarke (jusqu'au 15/12/2004) Ruth Kelly     | Travailliste |
| Secrétaire d'État au Commerce et à l'Industrie Ministre des Femmes et des Égalités                   |           | Patricia Hewitt                                     | Travailliste |
| Secrétaire d'État à la Culture, aux Médias et aux Sports                                             |           | Tessa Jowell                                        | Travailliste |
| Secrétaire d'État au Développement international                                                     |           | Hilary Benn                                         | Travailliste |
| Secrétaire d'État pour l'Irlande du Nord                                                             |           | Paul Murphy                                         | Travailliste |
| Ministre sans portefeuille                                                                           |           | Ian McCartney                                       | Travailliste |